# Wii Fit
El Wii Fit és un videojoc desenvolupat per Nintendo per a la consola Wii. Prèviament revelat sota el nom clau de Wii Health Pack, el títol final va ser donat a conèixer en la conferència de premsa de l'E3, l'11 de juliol de 2007 pel reconegut dissenyador de jocs Shigeru Miyamoto; allà, van fer una demostració Reggie Fils-Aime i altres participants. Com els altres jocs de la sèrie Wii, aquest integra els Miis en el joc. El joc està dissenyat per a jugar-se amb el perifèric Wii Balance Board i és un exemple de joc i exercici a la vegada. Wii Fit va ser posat a la venda l'1 de desembre de 2007 al Japó, i se'n van vendre un quart de milió la primera setmana. A Europa va sortir a la venda el 25 d'abril de 2008 i a Austràlia el 8 de maig. Als Estats Units es va fer el 19 de maig de 2008 en un llançament exclusiu en la Nintendo World Store de Nova York.

## Història
Quan es va anunciar per primera vegada en una conferència a mitjans de setembre de 2007, va ser descrit com "una manera d'ajudar les famílies a fer exercici junts", la mateixa idea en què es basen els jocs de la sèrie Wii.
Així com amb altres jocs dissenyats per Shigeru Miyamoto, com Nintendogs, el disseny de Wii Fit va ser influenciat per les activitats diàries de Miyamoto. Miyamoto diu que la seva família s'ha conscienciat sobre la salut, va començar a anar al gimnàs i a controlar el seu pes. Es va adonar que s'havia fet "divertit parlar d'aquelles coses amb el temps", i com que pesar-se a un mateix "no dona molt de joc", van decidir fer jocs relacionats amb aquest concepte.
En una entrevista amb el Game Informer en l'E3 de 2007, Miyamoto va revelar que el joc estava sent desenvolupat per un "equip de gran escala" per un any, en aquell moment. Però, finalment, s'havia treballat "quasi dos anys" en la Wii Balance Board, que està inspirada en els lluitadors de sumo que necessiten pesar-se amb dos balances.

## Mode de joc

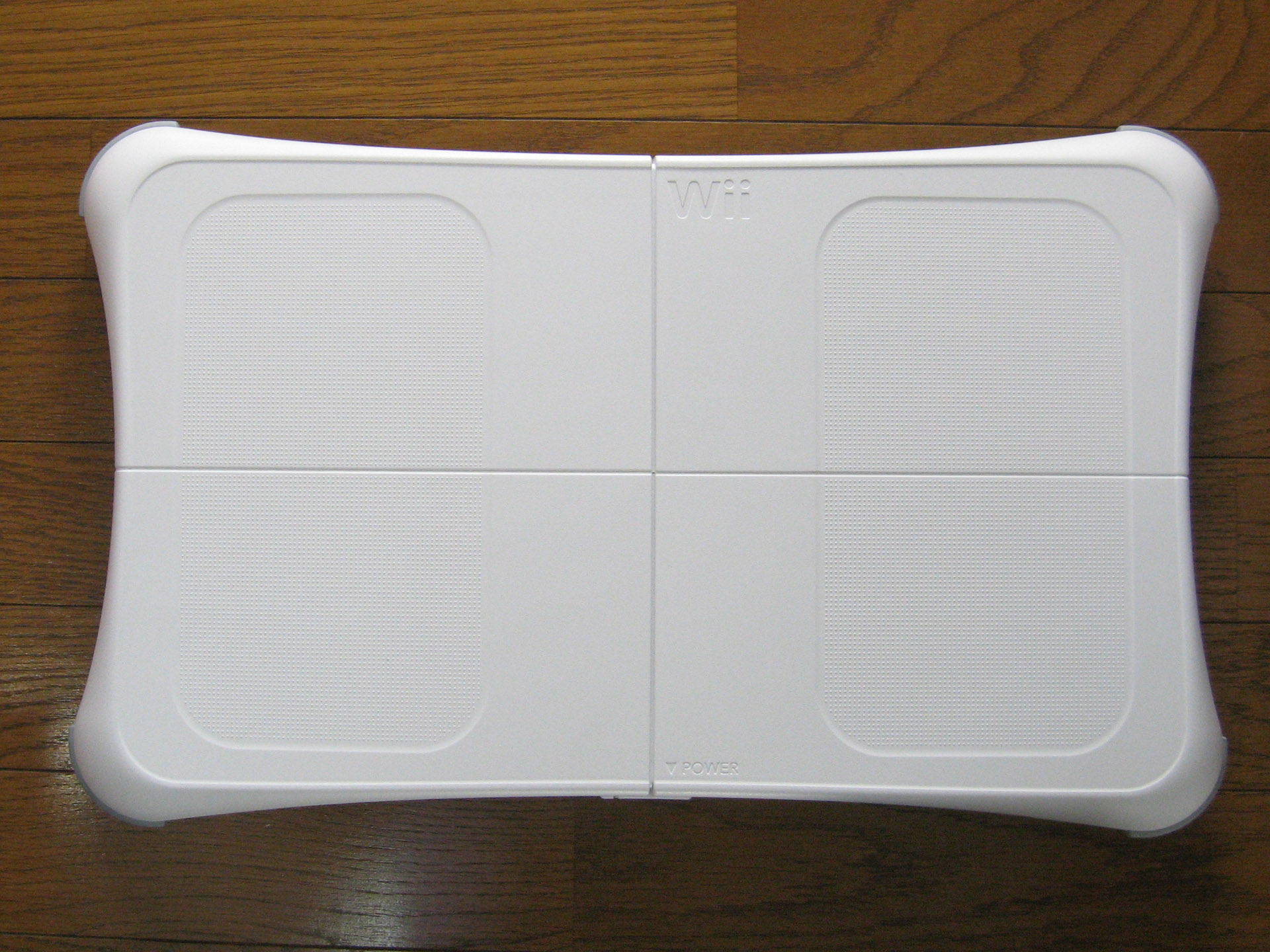
La Wii Balance Board.

Wii Fit és el primer joc que utilitza la Wii Balance Board, una bàscula capaç de mesurar el pes i el centre de gravetat de l'usuari. També calcularà la massa corporal tenint en compte l'altura de l'usuari. A més d'aquests paràmetres es realitzaran uns test per a calcular la nostra “edat Wii Fit”. Aquest valor serveix per a avaluar l'estat físic en el joc i ens permet fer un seguiment dels nostres progressos.
El joc conté prop de 40 activitats, pertanyents a quatre àrees diferents: ioga, tonificació, aeròbic i equilibri. En les àrees de tonificació i de ioga veurem sempre el nostre entrenador personal, que podrà triar-se amb forma d'un noi o d'una noia. En les categories d'equilibri i d'aeròbic estarem representats pels nostres Miis. Wii Fit també permet comparar als jugadors el seu estatus fent servir un canal propi de Wii Fit, de forma similar a com ho fa el joc de Brain Age per a la consola Nintendo DS.
Segons Shigeru Miyamoto, en una entrevista amb IGN en l'E3 de 2007, de moment no hi ha plans per a integrar cap funció del WiiConnect24 a Wii Fit. Encara que va insinuar que sí que es podria agafar avantatge del sistema WiiConnect24 en el futur, així com mantenir contacte amb el doctor per a ajudar amb una rehabilitació o amb un especialista en fitness per a supervisar els exercicis.

### Activitats
L'entrenament de Wii Fit es divideix en quatre categories: Ioga, Tonificació, Exercicis aeròbics i Equilibri. Aquests exercicis proveiran "entrenament complet", emfatitzant-lo en moviments lents i controlats. Les activitats que trobem són: 
- Ioga (intenta reafirmar i millorar la teva postura)

Respiració profunda, La mitja lluna, El Guerrer, L'arbre, genoll aixecat, la palma, Chair, Triangle, Downward-Facing Dog, King Of The Dance, Cobra, Bridge, Crocodile Twist, Shoulder Stand.
- Aeròbics (activitats que ajuden a cremar greix corporal)
  - Footing: per a 1 i 2 jugadors al costat de l'illa Wii fit, el jugador s'exercita corrents
  - Step: bàsic, avançat i lliure
  - Hula Hoop: bàsic i avançat
  - Boxa rítmic

- Equilibri (jocs que t’ajuden a millorar l'equilibri)
  - Cops de cap: donar cops de cap a pilotes de futbol que venen d'una en una mentre s'esquiven altres objectes movent-se als costats i endavant i endarrere.
  - Eslàlom d'esquí: Lliscant amb esquís, passant per on indica al més ràpid possible.
  - Salt d'esquí: El jugador haurà d'ajupir-se tant com pugui mantenint l'equilibri i aixecant-se tan ràpid com pugui per a obtenir un bon salt.
  - Plataformes: Introduir les pilotes dins de l'orifici movent el punt d'equilibri fins on vulgui que es dirigeixi la pilota.
  - Corda fluixa: Avançar per una corda fluixa, simulant que s'està caminant i saltant quan s'acosta una trampa.
  - Riu avall: Rodar dins d'una bombolla per un riu, mantenint l'equilibri per a no picar contra les parets i els obstacles.
  - Pesca sota zero: Balancejar-se en una plataforma de gel de costat a costat per a capturar el major nombre de peixos possibles.
  - Eslàlom de snowboard: Lliscar muntanya avall en una taula de snowboard passant pel costat indicat en les banderes al més ràpid possible.

- Tonificació (exercicis en què treballareu els músculs)

Balancí sobre una cama, flexions i torsions, torsions laterals, navalla, caminada frontal, rem vertical, pèndol frontal, pèndol lateral, la taula,, Tríceps Extension, Arm and Leg Lift, Single Arm Stand, Press-Up Challenge, Jackknife Challenge, Stretch Challenge
- Aeròbics (activitats que ajuden a cremar greix corporal)
  - Footing: per a 1 i 2 jugadors al costat de l'illa Wii fit, el jugador s'exercita corrents
  - Step: bàsic, avançat i lliure
  - Hula Hoop: bàsic i avançat
  - Boxa rítmic